# Deganwy Castle
Deganwy Castle ist eine Burgruine beim Ort Deganwy in Conwy in Wales. Die als Kulturdenkmal der Kategorie Grade II* klassifizierte und als Scheduled Monument geschützte Ruine war mehrere Jahrhunderte lang umkämpft, doch heute zeugen nur noch wenige Reste von der einst bedeutenden Anlage.

## Lage
Die Ruine liegt auf zwei steilen, The Fardre genannten Hügeln über dem Dorf Deganwy und südlich von Llandudno am Ostufer des Flusses Conwy. Aufgrund ihrer Lage am Conwy, der jahrhundertelang die Grenze zwischen dem Kernland von Gwynedd und dem östlich angrenzenden Perfeddwlad bildete, hatte die Burg eine große strategische Bedeutung.

## Geschichte
Vermutlich wurde bereits zur Zeit der römischen Herrschaft auf dem höheren westlichen Gipfel eine Befestigung errichtet. Sicher ist jedoch, dass nach dem Abzug der römischen Truppen aus Britannien die westliche Bergspitze im 5. Jahrhundert von den Briten befestigt wurde, angeblich diente sie als Residenz des Fürsten Maelgwn von Gwynedd. 822 soll die Befestigung durch den angelsächsischen König Ceolwulf I. von Mercien erobert worden sein, der so kurzzeitig Powys unter seine Kontrolle brachte.
1080 errichtete der normannische Eroberer Robert of Rhuddlan auf den Gipfeln eine Burg. Sie wurde im 12. Jahrhundert von den Walisern erobert und 1210 von Fürst Llywelyn ab Iorwerth zerstört, damit sie während des Kriegs mit England nicht in die Hände der Engländer fallen konnte. Nachdem König Johann seine Eroberungen in Wales nicht halten konnte, begann Llywelyn ab Iorwerth 1213 wieder mit dem Aufbau der Burg. 1228 nutzte er die Burg als Gefängnis für seinen Sohn Gruffydd, der gegen seine Übergehung bei der Erbfolge protestiert hatte. Nach Llywelyns Tod wurde die Burg 1241 erneut von den Walisern zerstört, damit sie nicht von den englischen Truppen von König Heinrich III. erobert werden konnte. Bei ihrem Feldzug gegen Gwynedd 1245 stießen die Engländer bis Deganwy vor, wo sie mit dem Wiederaufbau der Burg begannen. 1246 erreichte der englische Feldherr Nicholas de Moels mit einer Armee von Carmarthen aus Deganwy und bewies so, dass das Bergland von Wales für englische Truppen nicht unpassierbar war.
Nachdem im Vertrag von Woodstock 1247 Perfeddwlad bis zum River Conwy an England gefallen war, wendete König Heinrich III. hohe Summen auf, um die Burg neu zu errichten. Zusammen mit dem in der Nähe gelegenen Dyserth Castle sollte Deganwy Castle die westliche Grenze von Perfeddwlad gegen Angriffe von Gwynedd her schützen. Um die Burg gründete er Gannoc, ein von englisches Siedlern besiedeltes Borough, dem er 1252 eine Royal Charter verlieh. Trotz aller Bemühungen erlangte die Siedlung jedoch keine große Bedeutung, denn bereits ab 1254 begannen die Waliser erneut mit Angriffen auf die englischen Gebiete. 1256 eroberte Llywelyn ap Gruffydd, der Fürst von Gwynedd, in einem neuen Krieg gegen England Perfeddwlad. Die beiden stark befestigten Burgen von Deganwy und Dyserth blieben als isolierte englische Festungen zurück und konnten in den nächsten Jahren nur unregelmäßig mit Nachschub versorgt werden. Während des Englisch-Walisischen Kriegs ab 1262 wurde die Festung im April 1263 noch einmal von einer englischen Armee unter Prinz Eduard entsetzt, doch im Sommer 1263 konnten die Waliser endgültig die Nachschublinien unterbrechen. Nach langer Belagerung ergab sich die ausgehungerte Besatzung schließlich im September 1263. Die eroberte Burg wurde von den siegreichen Walisern völlig zerstört.
Während seiner Feldzüge zur Eroberung von Wales erreichte Eduard I. Ende August 1277 und im Herbst 1283 die Ruinen von Deganwy, doch anstelle der schwer einnehmbaren, doch ebenso schwer zu versorgenden Burg errichtete er ab 1283 Conwy Castle sowie die befestigte Stadt Conwy an der Mündung des Flusses. Im Gegensatz zu Deganwy Castle konnte die neue Burg im Falle einer Belagerung über See versorgt werden. Angeblich wurden Steine von Deganwy Castle zum Bau der Mauern von Stadt und Burg Conwy wiederverwendet.

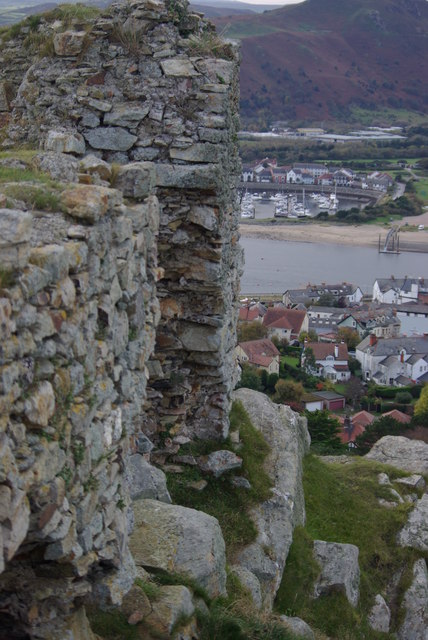
Mauerreste der Burg über dem Conwy River

## Anlage
Von den Anlagen des 5. und 6. Jahrhunderts wurden bei zwischen 1961 und 1966 durchgeführten Ausgrabungen Überreste auf dem westlichen Gipfel entdeckt. Die ältesten erhaltenen Bauwerke sind Reste der ab 1213 unter Llywelyn ab Iorwerth angelegten Erdwälle.
Ab 1245 errichtete Heinrich III. zwischen den beiden Gipfeln eine Vorburg. Die Vorburg war an der Nordseite durch einen Wall und Graben geschützt, dazu war mit dem Bau einer Mauer und eines Torturms begonnen worden, die jedoch nie vollendet wurden. Die Südseite war dagegen durch eine steinerne Mauer mit einem durch zwei D-förmige Türme flankierten Torhaus befestigt. Von diesen Befestigungen sind nur geringe Mauerreste erhalten. Von dem ab 1250 nördlich der Vorburg errichteten Borough wurden Überreste einer Kapelle und einer Rossmühle entdeckt.
Von der Kernburg auf dem größeren westlichen Hügel sind noch teilweise Mauerreste der ab 1245 erbauten Ringmauer erhalten. Auf dem Gipfel befanden sich dazu ein Rundturm und ein Palas. Mit der Vorburg war die Kernburg durch Verbindungsmauern verbunden. Von dem U-förmigen Mansell‘s Tower genannten Turm auf dem östlichen Gipfel sind keine Überreste mehr sichtbar.